# 白扎乡
白扎乡，又作癿扎乡（“癿”音qié），是中华人民共和国青海省玉树藏族自治州囊谦县下辖的一个乡镇级行政单位。

## 行政区划
白扎乡下辖以下地区：
吉沙村、东帕村、也巴村、潘洪村、生达村、东日村、查秀村、白扎村、巴麦村和卡那村。